# Meicai
 (février 2015).
Si vous disposez d'ouvrages ou d'articles de référence ou si vous connaissez des sites web de qualité traitant du thème abordé ici, merci de compléter l'article en donnant les références utiles à sa vérifiabilité et en les liant à la section « Notes et références ».

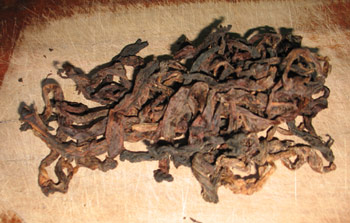
Méicài.

Le méicài (chinois simplifié : 梅菜 ; pinyin : méicài ; littéralement, « légumes de prunier »), méigāncài (梅干菜 ; « légumes de prunier séchés »), ou plus rarement méigāncài (霉干菜 ; « légumes séchés moisis »), est un condiment de la cuisine chinoise.

## Composition
Contrairement à ce qu'indique son nom, il est constitué de feuilles de différents types de moutardes, souvent séchées.

## Usages
Ce condiment est notamment utilisé dans la préparation de plats de porc mijotés : méicàikòuròu (梅菜扣肉) ou simplement kòuròu (扣肉), fànzhēng ròu et dōngpō ròu.
Il est employé dans les cuisines du Sichuan, du Guangdong (notamment par les Hakka), du Zhejiang et de la municipalité de Shanghai.